# 박진홍
박진홍(朴鎭洪, 1914~ ? )는 일제하 1930년대 노동운동, 독립운동을 이끈 인물. 해방 이후 민주주의민족전선 사회정책 연구위원, 북한 최고인민회의 대의원 등을 역임한 사회주의운동가다.

## 생애
박진홍은 함경도 명천 출신이다. 가난을 못이겨 고향살림을 접은 부모를 좇아 서울로 온 것은 1928년이니, 15살 때였다. 천도교에서 세운 동덕여자고등보통학교에 들어갔는데 입주 가정교사로 학자금을 대었다. 동덕여고는 3·1운동을 주도했고 이후 수많은 독립운동가를 배출한 ‘민족학교’다. 작가를 꿈꾸는 문학소녀였다. 공부도 잘했다. 박진홍은 줄곧 전교 1등을 해 ‘개교 이래 최고의 수재’로 불렸다'. 동덕여고 동기생이자 친구였던 이효정과 함께 사회주의자로 항일의 걸을 걸었다.
경성 관훈동, 지금의 안국동 교차로 남쪽, 인사동 입구에 있던 동덕학원은 천도교 재단이 1915년 설립한 사립 여학교였다. 3학년 때부터 중앙고등보통학교 남학생들과 독서모임을 만들어 사회주의 학습을 비롯하였다. 1929년 광주학생운동에 영향을 받아 학내 시위에 가담했고 1931년 동맹휴학을 주도했다. 이 일로 퇴학당한 것이 4학년 때인 1931년 6월. 동덕여고생 중 먼저 공장에 들어가 노동운동에 투신한다. 한성제면, 조선제면, 대창직물, 대창고무공장 같은 곳에 직공으로 들어가 생활비를 벌면서 노동운동을 하다가 5개월만에 구속된다. '경성학생알에스(RS)사건이다.
박진홍은 이효정과 함께 ‘전설적 혁명가’로 불린 이재유가 경성에서 조직한 ‘경성트로이카’라는 이름의 지하혁명 조직원으로 활동했다. 경성트로이카는 1930년대 국내 좌익독립운동의 중심이었다. 두 사람은 여성 노동자를 조직하는 역할을 맡았다. 이를 위해 그들은 공장으로 들어갔다. 여성노동자의 인권 향상과 반일 투쟁을 세력화하기 위해 ‘위장취업’했던 것이다.
투쟁과 수감을 반복했다. 박진홍은 1930년대 국내 독립운동을 이끈 주인공이다. 박진홍은 치안유지법 위반 혐의로 총 5차례 붙잡혔다. 공장에 다니던 그녀는 '경성학생알에스(RS)사건으로 2년간 수감생활을 한 후 '조선공산당재건운동'에 얽히어 구속되는 등 서대문형무소에서 4차례에 걸쳐 10년간 징역을 살아 독립운동가 중 가장 많이 수감됐다. 두번째 수감 당시인 1936년 첫 남편 이재유의 아이인 철한이를 낳았지만 2년 만에 죽었다. 식민지라는 ‘철’창에 ‘한’이 맺혔다는 의미로 박진홍이 지었다고 한다. 그는 가혹한 고문 속에서 전향 요구를 받았지만 끝까지 굴하지 않았다. 첫 남편이었던 이재유(李載裕 1905~1944)는 갓 마흔에 옥중고혼(獄中孤魂)이 되었다.
출소 직후인 1944년 11월 두번째 남편인 경성제대 교수 김태준과 함께 조선의용군과의 연대를 모색하기 위해 옌안(延安)행을 택했다. 1945년 4월 연안에 도착했으나 이후 일제 패망 소식을 듣고 걸어서 11월 하순 서울에 도착하였다.
귀국한 박진홍은 조선부녀총동맹 문교부장 겸 서울지부위원장을 맡아 각종 강연을 통해 여성해방을 설파했다. 1946년 11월5일 ‘독립신보’ 인터뷰에서 김태준에 대해 “집사람”이란 ‘혁명적’ 표현을 사용하기도 했다.
새 세상 건설이라는 그의 꿈은 오래가지 못했다. 김태준은 12월 경성대학(경성제국대학의 후신) 초대 총장에 선출됐으나 미군정청의 인정을 받지 못했다. 남로당 간부로 활동했던 김태준은 1949년 지리산 유격대에 격려공연을 갔다가 국군토벌대에 붙잡혀 총살됐다.
김태준마저 죽자 박진홍은 월북을 선택했다. 김태준과의 사이에 자녀가 2명이다. 그가 북한 정권 초기 최고인민회의 대의원 등을 했다는 기록이 있다. 평양의 최고재판소 판사로 일하다 한국전쟁 와중에 사망한 것으로 전해졌다.